# Tierp
Tierp (Pronúncia sueca /ˈti:ærp/;  Ouça a pronúncia) é uma cidade da província histórica da Uppland, na região da Svealand, situada no centro da Suécia.
É a sede da comuna de Tierp, pertencente ao condado de Uppsala. 
Está localizada a 56 km a norte de Uppsala, e a 47 a sul de Gävle.                                                                                                                                                                                                                                        Tem uma população de 6 185 habitantes (2019). Entre 1960 e 2016, sua população teve acentuado crescimento, aumentando de 3 065 para 5 526 habitantes.                                                                                         

## Etimologia
O nome geográfico Tierp deriva posivelmente das palavras Ti (um velho nome da região) e arp (aludindo à planície lamacenta da região).
A cidade está mencionada como Tyerp, em 1280.

## Comunicações
A E4, ligando Uppsala a Gävle, passa nas proximidades de Tierp. A cidade tem ligação ferroviária local para Uppsala, Gävle e Sala.

## Economia
A economia de Tierp está caracterizada pelo comércio e pela indústria mecânica e eletrotécnica. A empresa Atlas Copco tem uma fábrica de ferramentas no centro da cidade.

## Património
- Igreja de Tierp (A 5 quilômetros a sudoeste de Tierp; construída no século XIV, com decorações murais no teto, feitas pelo pintor desconhecido "Mestre de Tierp" do século XV).[12][4][13]

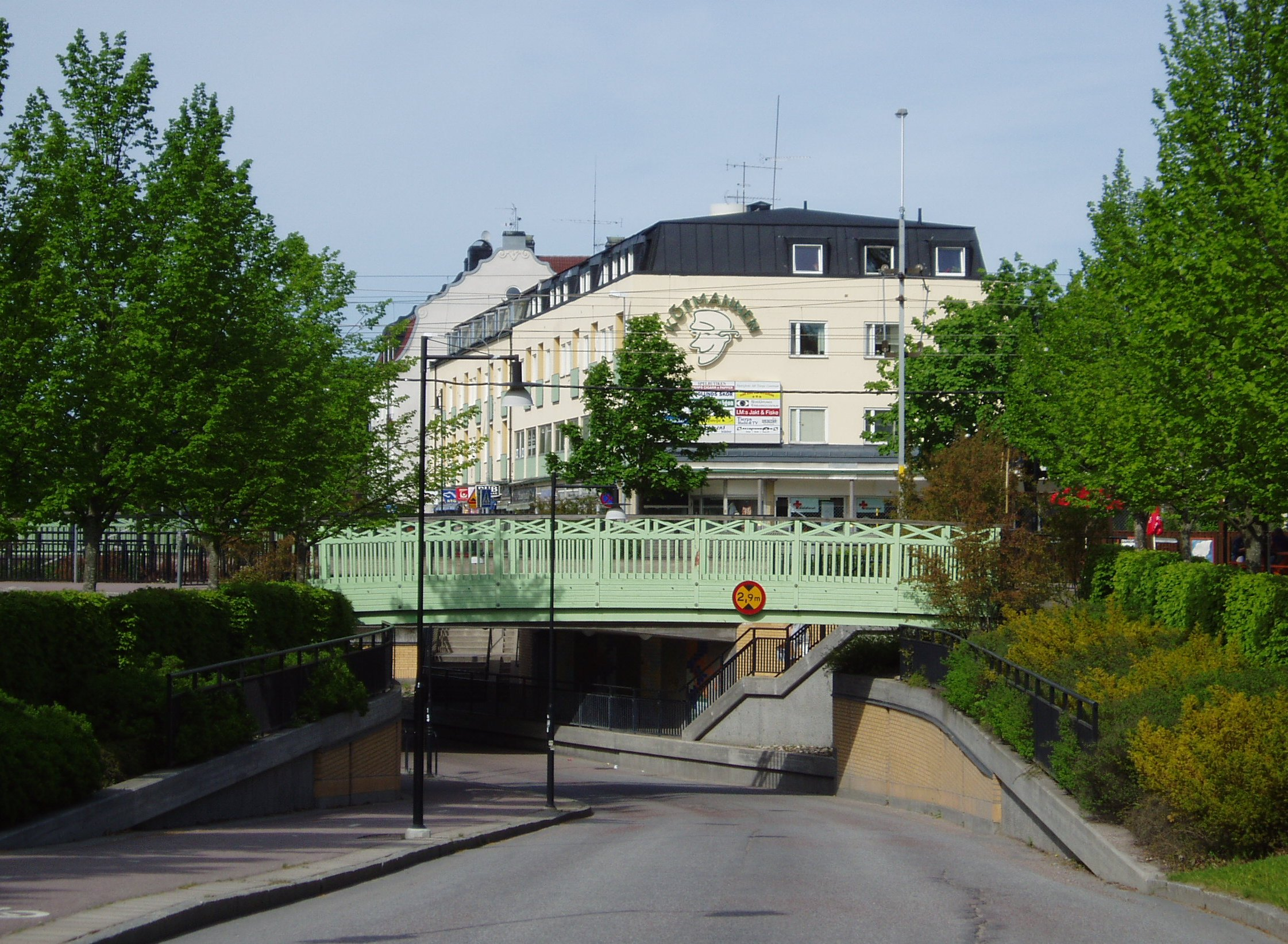
A ponte ferroviária
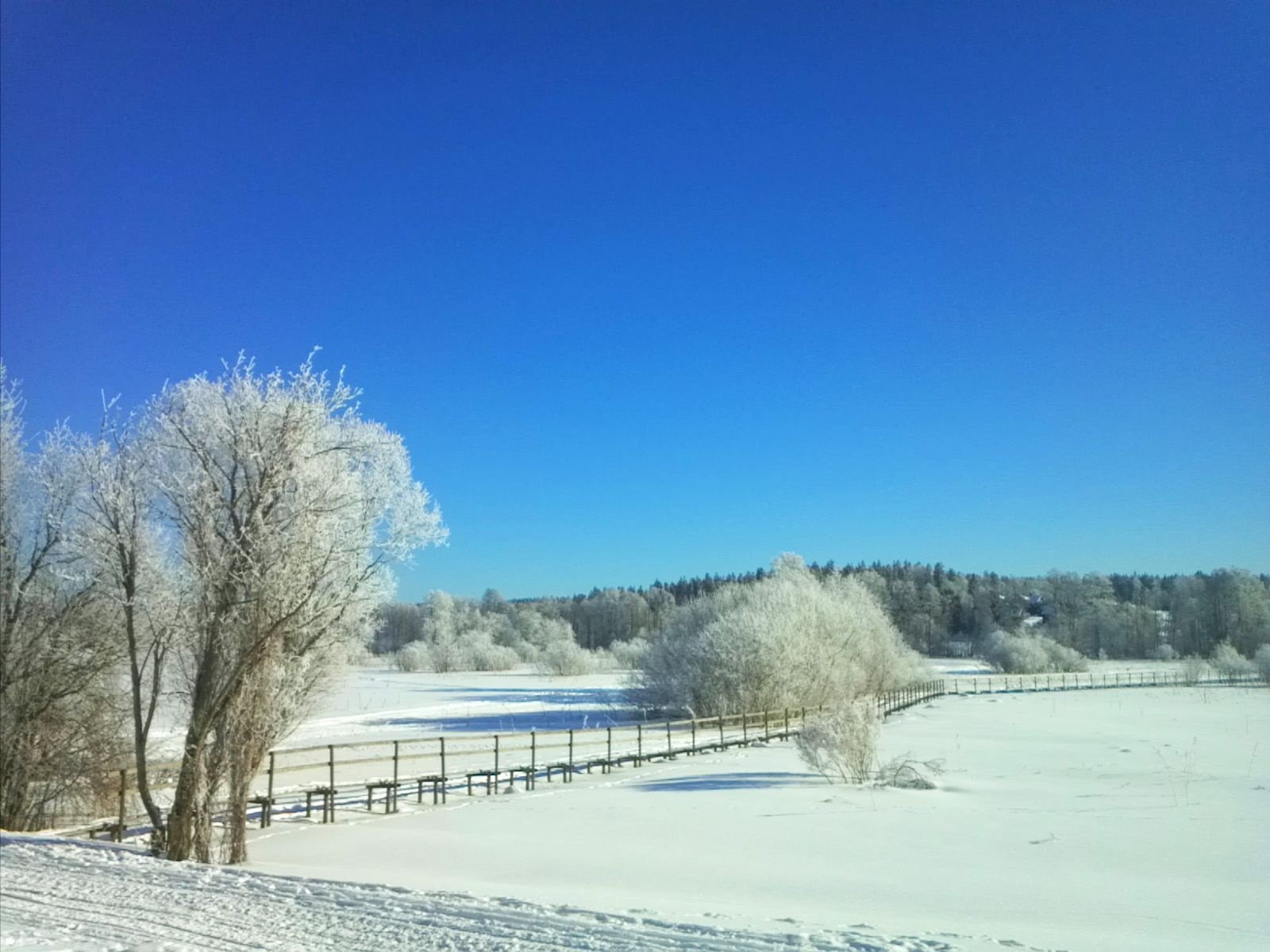
Tierp no inverno
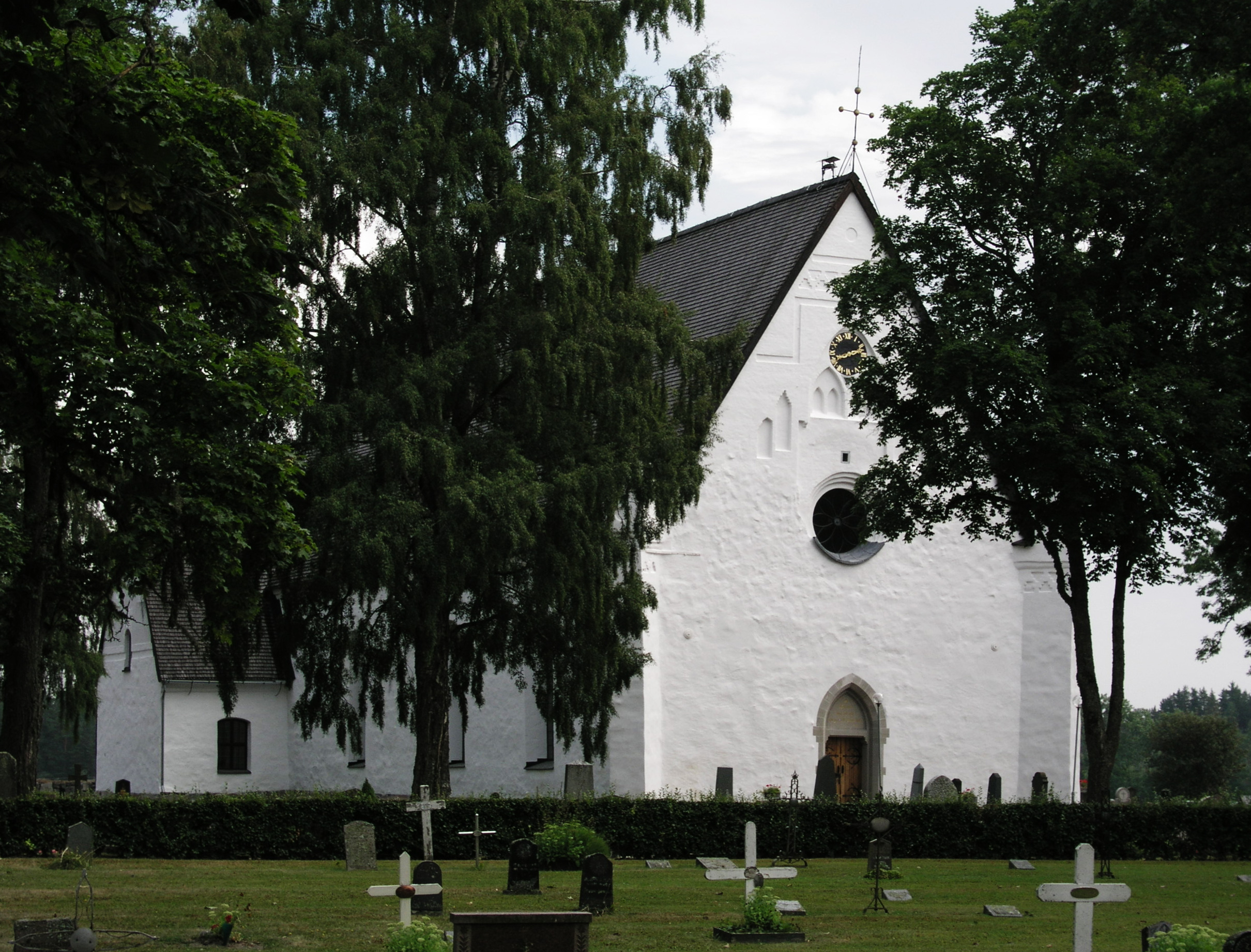
A igreja de Tierp (século XIV)